# 弗兰克·奎特隆
弗兰克·奎特隆（1955年—）是一位美国科技投资银行家，他在摩根士丹利、德意志银行和瑞士信贷第一波士顿旗下科技部门开创了特许经营业务之先河。
在20世纪90年代的科技热潮时期，奎特隆帮助多家科技公司实现上市，包括网景、思科和亚马逊。后来，他因干扰政府对瑞士信贷第一波士顿公司分配“热门”IPO的行为的调查而被起诉。该案最终被撤销。他在该公司工作的巅峰时期，年收入约为1.2亿美元。他现为投资银行公司卡特利斯特集团（Qatalyst Group）的负责人，该公司是他在2008年3月创立的。

## 生平与事业
奎特隆在费城长大，在获得学术奖学金后，就读于圣约瑟夫预科中学。他被宾夕法尼亚大学沃顿商学院录取并以优异成绩毕业。在斯坦福商学研究生院毕业后，他供职于摩根士丹利科技投资银行部。
2003年，奎特隆在一系列广为人知的审判中面临着据称是能够指认他有罪的电子邮件的证据。一些证据包括奎特隆在得知瑞士信贷第一波士顿公司被大陪审团调查后，向他的全体员工转发了一封标题为“回复：是时候清理这些文件了”的电子邮件。他的第一次审判中，陪审团悬而未决。在第二次审判中，他被判有罪。奎特隆上诉后，美国联邦第二巡回上诉法院推翻了对他的定罪，其裁决部分依据“安达信会计师事务所诉美国联邦政府”（Arthur Andersen LLP v. United States）这一案例。奎特隆一案的陪审团得到了错误的指示。上诉法院还同意辩方的意见，即为了公正起见，后续的诉讼应在不同的法官面前进行。
2006年8月22日，奎特隆达成了一项延期起诉协议，从而避免了锒铛入狱的命运，“一些法律观察家因此将其称为免罪协议”。全美证券商协会（NASD）也撤销了他们对奎特隆的指控。随后，他便被传出“打算重返商界”的消息。据报道，只要奎特隆遵守协议，一年内不违法，他将获得1亿至5.5亿美元的逾期赔偿。在这项延期起诉协议达成前，瑞士信贷便已支付了奎特隆的法律费用。
自2004年伊始，奎特隆和他的妻子丹尼斯一直在资助设在圣克拉拉大学法学院的北加州清白项目（NCIP）。奎特隆是该组织的顾问委员会主席，也是该项目积极的筹款人。

## 创立卡特利斯特
2008年3月，奎特隆创办了卡特利斯特集团，这是一家专注于科技领域的高端企业咨询公司。据报道，几乎就在该公司发布成立新闻稿之后，它正在就雅虎与微软的未决收购交易向谷歌提供咨询服务。
此后，卡特利斯特为业内一些引人注目的项目提供了咨询和建议。譬如，它代表Data Domain公司将其出售给EMC，实际成交价几乎是原收购价的两倍，并代表陷入窘境的移动设备制造商Palm将其出售给惠普。